# Hölzlmühle (Hirschau)
Hölzlmühle ist ein Gemeindeteil (Einöde) der Stadt Hirschau (Gemarkung Ehenfeld, bis 31. Dezember 1970 Gemeinde Ehenfeld) am Rande des Rothenstetter Bürgerwalds im Landkreis Amberg-Sulzbach in der Oberpfalz in Bayern. Die Einzelsiedlung liegt östlich (links) des hier von Norden nach Süden fließenden Ehenbachs. Die Mühle staut den vom Osten kommenden Kindlasbrunnenbach knapp 100 Meter vor dessen Einmündung in den Ehenbach.

## Herkunft des Namens
Der Ortsname Hölzlmühle rührt eher von einem Familiennamen Hölzl als von dem Diminutiv zu Holz, was in der oberpfälzischen Mundart für die Begriffe Gehölz oder Wald steht. Im Laufe der Jahre erfuhr der Ortsname nur kleine Veränderungen, bereits 1602 wird der Ort als Hölzlmühl erwähnt. 1723 und 1792 ist jeweils die Schreibweise Hölzlmüll nachzuweisen, jeweils zu Hirschau gehörig.

## Religionen
Die Bewohner der Hölzlmühle sind katholisch. Die Hölzlmühle ist der Pfarrgemeinde Ehenfeld zugeordnet. Die Pfarrgemeinde Ehenfeld bildet mit der Pfarrei Hirschau eine Seelsorgeeinheit.

## Baudenkmäler
Siehe: Liste der Baudenkmäler in Hirschau

## Verkehr
Die Hölzlmühle liegt an der Kreisstraße AS 19 zwischen der Kreuzung der Kreisstraße mit der Kreisstraße AS 18 und der Staatsstraße 2238.
An den öffentlichen Nahverkehr ist die Hölzlmühle mit einer Buslinie angebunden. Dabei handelt es sich um den Ortslinienverkehr Hirschau, der einige der im nördlichen Gemeindegebiet Hirschaus liegenden Ortsteile miteinander verbindet (RBO-Linie 6334, VGN-Linie 468).
Die nächstgelegenen Bahnhöfe befinden sich in Freihung (9 km), in Röthenbach (10 km), Wernberg-Köblitz (18 km) und in Amberg (20 km).